# Atopsyche lobosa
Atopsyche lobosa är en nattsländeart som beskrevs av Ross och King 1952. Atopsyche lobosa ingår i släktet Atopsyche och familjen Hydrobiosidae. Inga underarter finns listade i Catalogue of Life.

## Bildgalleri

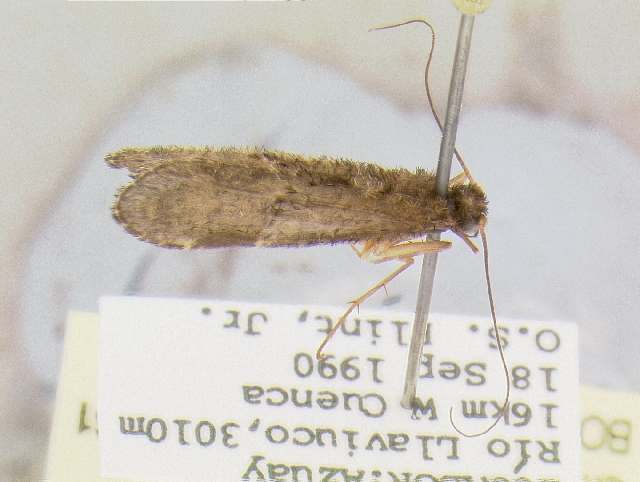